# Brandthovda-Hälla
Brandthovda-Hälla är en för Västerås kommun administrativ enhet i östra Västerås. Området består av delarna Brandthovda och Hälla. Området avgränsas av E18, Österleden och Tråddragargatan. 
Största delarna av Brandthovda byggdes på 1960-talet och bebyggelsen består nästan uteslutande av villor och radhus. Södra Brandthovda är dock ett industriområde.
Hällaområdet är i väster ett industriområde (Hälla Syd) och i öster ett stormarknadsområde.